# Свети Јур
Свети Јур, раније Јур при Братислави (слч. Svätý Jur, мађ. Szentgyörgy) су град у Словачкој, који се налази у оквиру Братиславског краја, где је припада округу Пезинок.

## Географија
Свети Јур је смештен у западном делу државе. Главни град државе, Братислава, налази се свега 15 км југозападно од града, па је суштински Свети Јур њено предграђе.
Рељеф: Свети Јур се развио у Малокарпацкој области, која је назив добила по Малим Карпатима, планини која се издиже непосредно западно од града. Град је у равници, на приближно 165 m надморске висине. Источно од Модре почиње Панонска низија.
Клима: Клима у Светом Јуру је умерено континентална.
Воде: Близу Светог Јура налази се Шурска мочвара, која је под заштитом државе.

## Историја
Људска насеља на овом простору датирају још из праисторије. Насеље се први пут спомиње 1209, као место у оквиру Краљевине Угарске. Свети Јур је добио градска права 1647. године, када постаје значајан занатско средиште насељено Немцима.
Крајем 1918. Свети Јур је постао део новоосноване Чехословачке. За време комунизма град је нагло индустријализован, па је дошло до наглог повећања становништва. После осамостаљења Словачке град је постао њено значајно средиште, али је дошло до привредних тешкоћа у време транзиције. Последњих година град је све значајнији као предграђе Братиславе.

## Становништво
| Година:    | 1994. | 2004.   | 2014.    | 2024.   |
| ---------- | ----- | ------- | -------- | ------- |
| Број људи: | 4529  | 4799    | 5500     | 6010    |
| Разлика:   |       | +5,96 % | +14,60 % | +9,27 % |

| Година:    | 2023. | 2024.   |
| ---------- | ----- | ------- |
| Број људи: | 5983  | 6010    |
| Разлика:   |       | +0,45 % |

Свети Јур данас има преко 5.000 становника и последњих година број становника релативно брзо расте.
Етнички састав: По попису из 2001. састав је следећи:
- Словаци - 97,5%,
- остали - 2,5%.

Верски састав: По попису из 2001. састав је следећи:
- римокатолици - 72,5%,
- атеисти - 15,9%,
- остали.

## Познате особе
- Алојз Худек (*1887 – † 1961), СДБ, римокатолички cвештеник, мисионар (Боливија, Перу)[5]

## Галерија
- Поглед на Свети Јур
- Римокатоличка црква
- Евангелистичка црква